# Jales Breznički
Jales Breznički is een plaats in de gemeente Breznica in de Kroatische provincie Varaždin. De plaats telt 137 inwoners (2001).